# Kurd nacionalizmus

Kurdisztán zászlaja

A kurd nacionalizmus egy politikai és társadalmi mozgalom, melynek célja, hogy létrejöjjön egy önálló és szuverén állam, Kurdisztán, azon a területen, ahol a kurd népesség mind a mai napig többségi, törzsi rendszerben él. Jelenleg ez a hegységekkel tagolt régió Törökország, Irak, Irán és Szíria határvidékén fekszik, kis mértékben Örményországba is átnyúlik. A kurdok Mezopotámia egyik legősibb népcsoportja, akik több mint 4000 éve élnek ezen a területen. Nyelvük az indoeurópai nyelvcsalád indoiráni ágához tartozik. Becslések szerint kb. 35-40 millió ember beszéli, akik elsősorban Törökországban, Szíriában, Irakban és Iránban laknak. Lakóhelyüktől függően, vallási szempontból megoszlottak az iszlám szunnita és síita ága között.
A korai kurd nacionalizmus egészen az Oszmán Birodalomig nyúlik vissza, ahol a kurdok jelentős etnikai csoportot alkottak. A birodalom feloszlatását követően azonban ezeket a kurd többség lakta területeket szétosztották Irak, Irán, Törökország és Szíria között. Ezzel a kurdok lettek a világon a legnagyobb etnikai kisebbség, közel 40 millió fővel. A kurd nacionalista mozgalmakat Törökországban, Iránban, Irak és Szíria többségben arabok lakta területein betiltották. 
Az első világháborút követően az 1920-ban megkötött sèvres-i békeszerződés értelmében a kurdoknak független államot kellett volna alkotniuk. A kurdok autonóm területet kaptak, azzal az ígérettel, hogy egy éven belül elszakadhatnak az anyaországtól, Iraktól. A sèvres-i békeszerződés 62. cikkelye szerint a túlnyomóan kurd többségű területeken élőknek helyi autonómiát kell kapniuk. Ezt követően először az iraki kurdoknak lett célja egy nagyobb önállóság kivívása az 1970-es években, akár a teljes függetlenség megszerzése is a szíriai Baasz Párttal szemben, aki ezt a mozgalmat erélyesen elfojtotta. Az 1980-as években a Kurdisztáni Hazafias Unió megtámadta a Török államot, mely statáriummal válaszolt. 
Az 1991-ben lezajlott Öbölháború után az iraki kurdok védelmét a NATO vállalta, amely a repüléstilalmi övezet bevezetésével megvédte őket Szaddám Huszein iraki diktátor hadseregével szemben, illetve lehetővé tette számukra a jelentős önállóságot és az önkormányzat létrehozását iraki központi kormányzat hatáskörén kívül. 2003-ban, az iraki invázió után elűzték Szaddám Huszein diktátort, megalakult az Iraki Kurdisztán autonóm régió, amely ugyan nem teljesen független terület, de az önkormányzatiság kezdetét vette. 2017 októberében azonban az iraki kormányerők újra visszavették a vitatott területek többsége feletti uralmukat.
A kurd diaszpóra a kurd nacionalizmust már régóta vallja és támogatja.

## Történelem

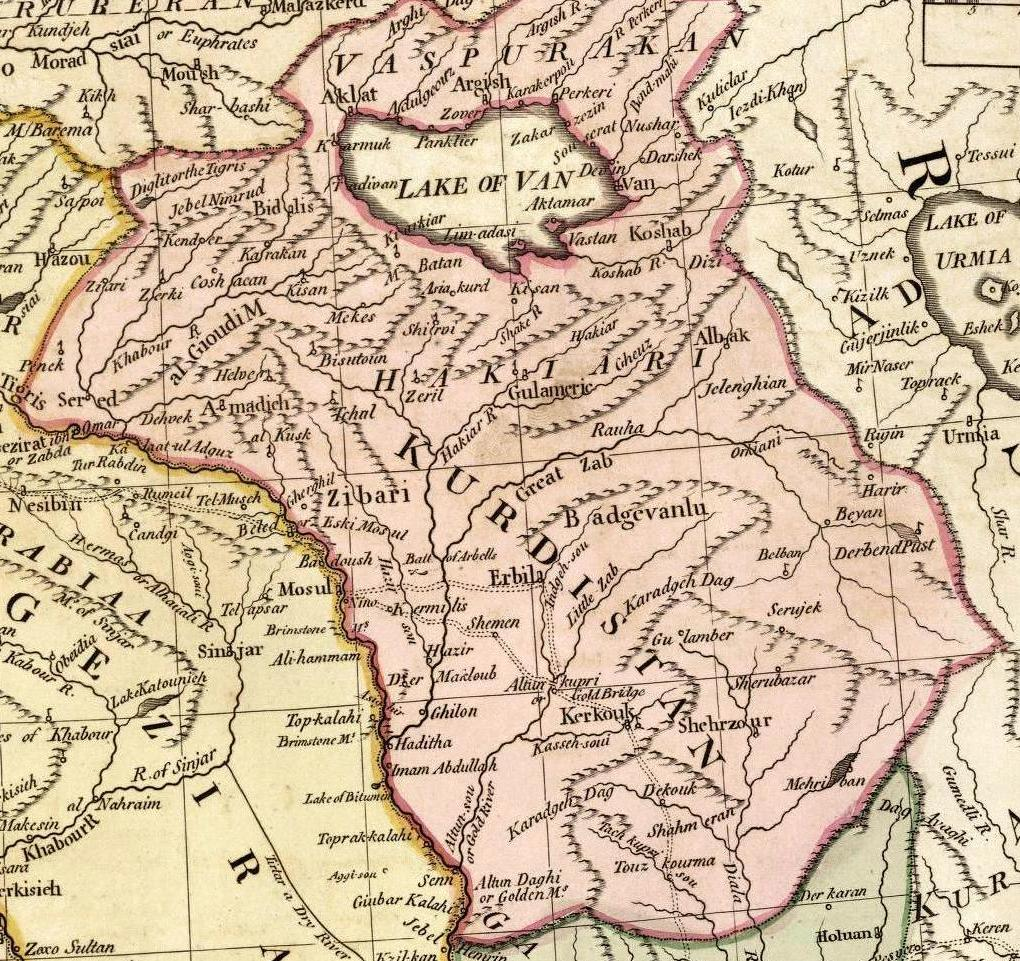
Kurdisztán térképe (1794)

A kurd nacionalizmus küzdelmei először a 19. század végén lángoltak fel, amikor egy egységes mozgalom egy önálló, független kurd állam létrejöttét követelte. Voltak szórványos felkelések, de csak évtizedekkel a 19. századi oszmán centralizáló politikát követően jelent meg az első modern kurd nacionalista mozgalom. Ennek vezetője a kurd földbirtokos, a nagy hatalmú Shemdinan család feje, Ubeydullah sejk volt. 1880-ban Ubeydullah a kurdok politikai autonómiáját vagy teljes függetlenségét és Kurdisztán állam feltétel nélküli elismerését követelte. A kádzsár, illetve az oszmán birodalmi felkelőket az oszmán törökök Ubaydullah-val együtt száműzték Isztambulba. 
Az első világháborút követően felbukkanó kurd nacionalista mozgalom az Oszmán Birodalom felbomlása után bekövetkező gyökeres változásokra reagált az utódállamban, Törökországban: elsősorban a radikális szekularizációra, amelytől az iszlám vallású kurdok irtóztak, a hatalom központosítására, mely veszélyeztette a helyi törzsfők hatalmát és a kurd autonómiát, ráadásul a lopakodó török etno-nacionalizmus az új Török Köztársaságban a kurdok háttérbe szorításával fenyegetett.

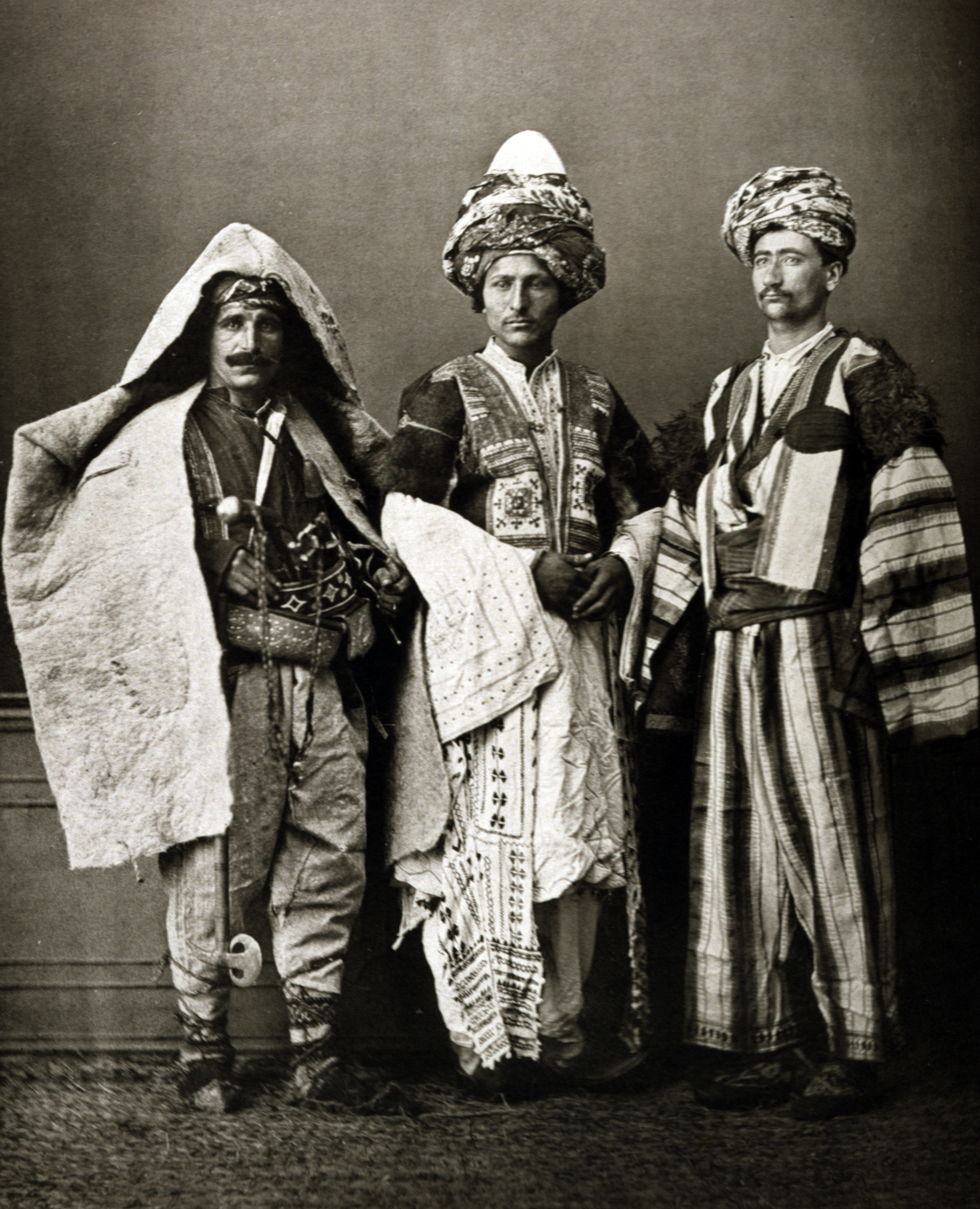
Kurd törzsi vezetők (1873)

A nyugati nagyhatalmak (különösen az Egyesült Királyság és Franciaország) harcoltak a törökök ellen, és ígéretet tettek a kurdoknak, hogy segíteni fognak nekik a szabadság kivívásában, az ígéretet azonban később nem tartották meg. Egy bizonyos szervezet, a Kürdistan Teali Cemiyeti (’Társaság Kurdisztán felemelkedéséért’) központi szerepet játszott a kurd azonosságtudat létrehozásában. Kihasználta a törökországi második alkotmányos korszak (1908-1920) politikai liberalizációjának időszakát, hogy a kurd kultúra és nyelv iránti megújult érdeklődést etnikai alapú politikai nacionalista mozgalommá alakítsa át. 
A 20. század elején orosz antropológusok felkarolták azt a nézetet, amely a kurdokat mint különálló etnikumot hangsúlyozta, azt sugallva, hogy a kurdok a fizikai jellemzőik és a kurd nyelv (amely az indoeurópai nyelvcsalád részét képezi) alapján európai fajnak számítanak (az ázsiai törökökkel ellentétben). Bár ezeknek a kutatóknak politikai hátsó szándékai voltak (hogy ellenérzéseket szítsanak az Oszmán Birodalommal szemben), megállapításaikat sokan elfogadták, és ma is elfogadják.
Az 1950-es évek viszonylag nyitott kormányzása alatt a kurdok politikai tisztségeket szereztek, és a Török Köztársaság keretein belül kezdtek el dolgozni érdekeik érvényesítése érdekében, de az 1960-as török államcsíny megállította ezt az integráció felé tett lépést. Az 1970-es években a kurd nacionalizmus tovább fejlődött, mivel a marxista politikai gondolkodás hatással volt a kurd nacionalisták új nemzedékére, melynek tagjai azokkal a helyi feudális hatóságokkal fordultak szembe, amelyek a hatalommal szembeni hagyományos ellenállás forrását jelentették, és végül megalakították a militáns szeparatista Partiya Karkeren Kurdistan (PKK), azaz a Kurdisztáni Munkáspárt nevű szervezetet.

## Oszmán Birodalom

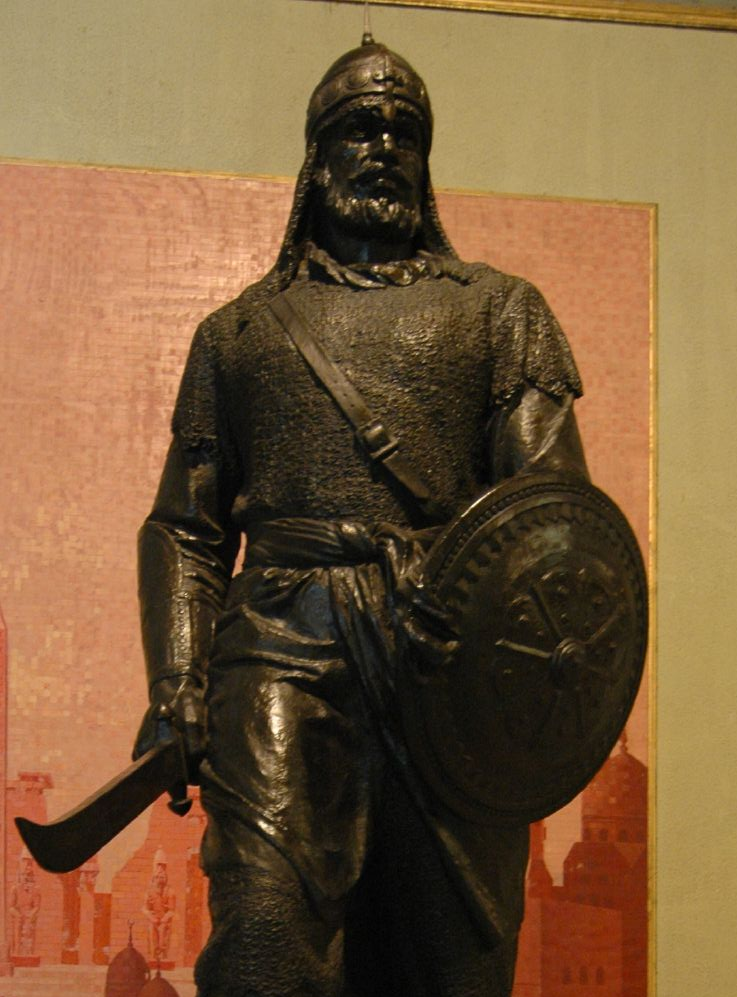
A kurd származású Szaladin egyiptomi szultán és hadvezér hősiessége és vezető szerepe is tényező volt a kurd nacionalizmus előretörésében a középkorban

Az Oszmán Birodalomban a lakosság vallási alapon volt felosztva (millet-rendszer). A kurdok a hierarchia legtetején álltak, ugyanis a szunnita iszlám vallás követői voltak (millet-i hakimiye). Miközben az Oszmán Birodalom megkezdte a modernizációt és a centralizációt (más néven Tanzimát [1839-1876]), a kurdok megőrizhették önállóságukat, a törzsfőnökök pedig az erejüket. A török porta alig tett kísérletet, hogy megváltoztassa a hagyományos agrár kurd társadalmak erejét, ugyanis a kurdok földrajzi helyzete ezt nem tette lehetővé. A birodalom déli és keleti peremén, hegyvidékeken éltek, ami korlátozta a közlekedési és a kommunikációs kapcsolatokat velük. A birodalom ügynökeinek (képviselőinek) viszonylag alacsony volt a hozzáférhetősége a kurd területekhez, így kénytelen voltak megállapodni a kurd törzsfőnökökkel. Ez alátámasztotta a kurdok felhatalmazását és az autonómiát, hatására az oszmán kádinak és muftinak nem volt a hatásköre vallási törvények kiadatására a legtöbb kurd régióban. 1908-ban a radikális török nacionalista mozgalom a török etnikai identitás radikális formáját érvényesítve bezárta az oszmán egyesületeket és a nem török nyelven működő iskolákat. Ők indították el a politikai elnyomás mellett kiálló kampányt az etnikai kisebbségek, így a kurdok,lázok és örmények ellen, azonban a háborús időkben nem szállhattak szembe velük jelentős mértékben. Az első világháború végén még a kurdok legálisan tudták az ügyeiket anyanyelvükön intézni, követhették az egyedi hagyományaikat, magukat külön etnikai csoportnak tarthatták. Az 1920-ban aláírt Sèvres-i békeszerződés "javasolt" egy független kurd és örmény államot, de egy török nacionalista kormány Török Köztársaság létrehozását követően ezt megakadályozta, az 1923-as Lausanne-i békeszerződés pedig nem tesz említést a kurdokról. Az egykor politikailag egységes Oszmán Kurdisztán területeit szétosztották Irak, Törökország és Szíria között.

## Törökország

A Kurdisztáni Munkáspárt (Partiya Karkerên Kurdistan- PKK) zászlaja

Az 1920-as ideiglenes alkotmány egyenlő állampolgári jogokat biztosított, ugyanis az alkotmány 8-as cikke kimondja, hogy az országot a törökök mellett a kurdok is alkotják, akiket egyenjogú polgárként kell kezelni. Azonban az 1923-ban megalakult Török Köztársaság lehetővé tette, hogy folyamatosan, egyre jobban csökkentse az országban lakó kurdok polgári jogait. A kalifátust eltörölték, valamint a Kurdisztán és a kurd szavak említését betiltották, intézményeiket, így a kurd medreszéket bezáratták. Újságaikat, vallási és testvéri szervezeteiket, illetve az egyesületeiket beszüntették. Korábban, az 1850-es korai köztársasági kormány a felkelések után biztosította a kurdok állampolgári jogait és jogi következményeket vont maga után, aki a felkelések során kurdokat ölt meg. Tehát kevesebb mint 100 év leforgása alatt a kisebbség joga jelentősen zsugorodott. A kurd régiókat statárium alá vonták és tilos volt a kurd nyelvet használni, a kurd hagyományokat követni, kurd nevet adni. Ez az elnyomás vezetett a kurd nacionalizmus születéséhez az 1960-as, 1970-es években. Ebben az időszakban a nacionalista mozgalom elsődleges célja az volt, hogy a sérelmeit elmondja a török kormánynak a törvényes csatornákon keresztül. Azonban ezek a kísérletek kudarcba fulladtak.
Az 1961-es török kormány viszonylag enyhített az elnyomáson és átmenetileg a kurd polgári jogokat biztosította: engedte a sajtó-, és szólásszabadságot, illetve az egyesületek engedélyezését számukra. Az 1964-es politikai pártokról szóló törvény büntette a kurd politikai pártokat és nem ismerte el az idegen nyelvek létezését Törökországban. 1972-ben korlátozták az egyesületek és a politikai szervezetek tevékenységét.
Az 1960-as és 1970-es időkben a sérelmek békés megoldása kudarcba fulladt. Az 1982-es török alkotmány 57-es cikke tilt minden olyan tevékenységet, amely káros a Török Köztársaság nemzeti és területi egységére, így a kurd polgárjogokat korlátozták és az egyenlőség elismerése nélkül egy külön csoportként kezelték őket. 1984-ben a Kurdisztáni Munkáspárt (PKK) a saját kezébe vette az irányítást és megkezdte a lázadást a Török Köztársaság ellen. A létrehozott szervezet eredeti célja egy független, társadalmilag orientált kurd állam létrehozása volt. A PKK eredetileg nem csak a kurdokért, hanem összességében az országban élő kisebbségek jogaiért is harcolt.  A PKK-s felkelések rendre erőszakba torkollottak, míg be nem vezették az állandó tűzszünetet 1999-ben. Ez idő alatt komoly veszteségeket szenvedett a szervezet, emellett sor került néhány társadalmi és politikai változtatásra.
1991-ben a törvény 2932-es cikkét kitörölték, így a kurd nyelvet használhatták az informális (nem hivatalos) beszédre és a zenékhez, azonban politikai és oktatási célokra nem használhatták, illetve a médiában. Ugyanebben az évben az új terrorizmus elleni törvényjavaslatot fogadtak el, mely meghatározta, hogy bármilyen cselekvés, intézkedés, melynek célja a Köztársaság megformálása, annak nevezhető. Így lényegében a kurd politikai aktivistákat és néhány alapvető megnyilvánulási formát is üldöztek. 2004-ben a törvényeket tovább "liberalizálva" lehetővé tették a kurd nevek adását a csecsemőknek és a kurd nyelvű adásokat, bár utóbbi jelentős mértékben korlátozva van. 2016-ban a puccskisérletre hivatkozva másfél hónapra a kormány betiltott egy kurd nyelven futó mesecsatornát, a Zarok TV-t (a zarok kurd szó, jelentése gyermek). Ezen kívül kurd nyelvű adásokat csak a kormánypárthoz erősen kötődő TRT sugározhat. A nyilvánosan használt kurd nyelv még mindig problémát okoz az országban. 2020-ban kétszer is betiltottak egy kurd színházi előadást Isztambulban.

## Irak

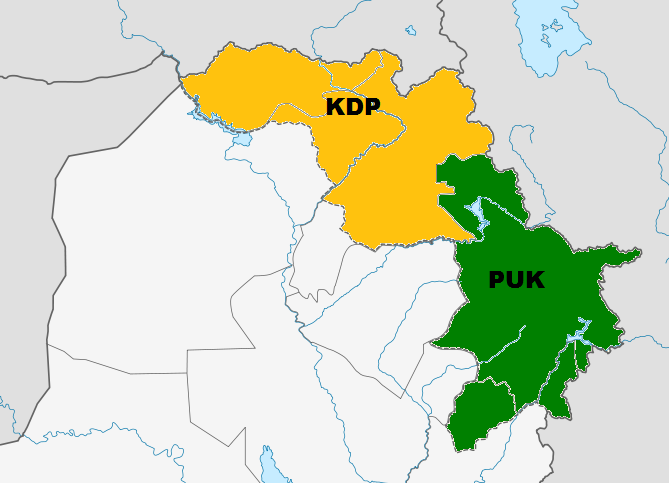
Kurdistan Democratic Party (KDP) és a Patriotic Union of Kurdistan (PUK) területe a kurd polgárháború után

### Brit mandátum az első világháború után
Az első világháború után Irak brit mandátum alá került. Hogy elkerüljék a haragot, a britek az Északi-Kurd régiókban jelentős autonómiát biztosítottak a kurdoknak, illetve elismerték nacionalista követeléseiket. Így a britek megpróbálták intézményesíteni a kurd etnikai azonosságtudatot az 1921-es Iraki ideiglenes Alkotmány idején, mely kimondta, hogy Irakban két etnikai csoport van jelen: név szerint a kurdok és az arabok. Emellett a kurd nyelv az arab mellett egyenjogú volt. Az iraki kormány az országot két különböző régióra osztotta szét, egy arab és egy kurd régióra. A két vezetőség figyelemmel kísérte a kurdok vándorlását: az egyik a nem-törzsi városlakókat figyelte, a másik pedig a vidéki törzsek népességét szemlélte, hogy visszaszorítsa, megakadályozza a városi migrációjukat. A kormány a vidéki kurdokat előnyben részesítette, például a törzseknek törvényes joghatóságuk volt, adókedvezményekben részesültek és biztosította a parlamentben a helyüket. Ezek mellett saját iskolákat tarthattak fenn, mely nem függött az államtól. Ezeket az intézményeket 1950-es években bezárták.
1932-ben szélesítették a kurd jogokat a helyi nyelvtörvényben. Ahhoz, hogy Irak a Népszövetségbe (kétségtelenül brit befolyás alatt) csatlakozzon, a kurdok számára az országnak alkotmányos védelmet kellett biztosítania, mely megvalósult. A két világháború közötti időszakban a politikai jogok szélesebbé váltak (a brit beavatkozásoknak köszönhetően). Egy sor erőtlen kormány pedig megakadályozta néhány arab nemzeti érzelmű mozgalom létrehozását, azonban ez nem volt elég. Később hatalomra kerülő nacionalista kormányok nemzetközpontú államok létrehozását tűzték ki célul, az iraki egység (al-Wahda al-Iraqiyya) a szunnita arab kormánnyal együttműködve kormányzott. Ebben az új alkotmányban nem szívesen látták az országban lévő nem arab nemzetiségű embereket, így a kurdokat sem.

### A második világháború után
Az 1950-es, '60-as illetve a '70-es években egy sablont követtek. A soron következő elnök a kurdokat egy különálló és egyenrangú etnikai csoportként kezeli, mely Irakban politikai jogokban is részesül. Az 1960-as alkotmány például a kurdokat és az arabokat partnerként kezeli az országban. Az Iraki Köztársaság egyik alaptörvénye is biztosítja az egyenlő jogokat. Miután sikeresen bebetonozták az erejüket, a kormány meg akarta fosztani a kurdokat politikai joguktól, betiltani a nacionalista pártjaikat, elpusztítani a kurd falvakat, erőszakkal betelepíteni őket legfőképpen a kőolajban gazdag területek köré. Ennek eredményeként az Iraki Kurdisztánban állandósultak a harcok, míg 1970-ben meg nem kötötték a békemegállapodást. Megígérte a kurd önrendelkezést, politikai képviseletet a központi kormányzatban, biztosították a nyelvi jogot, elismerve Irak heterogenitását. Ezeken kívül szervezetek, egyesületek szabadságát, emellett számos más engedményeket is lehetővé tettek, köztük az állampolgári jogokat is. Ezeknek 4 éven belül kellett volna megtörténnie. 1974-ben azonban egy lazább autonómia törvény ténylegesen megvalósult, cserébe azonban sokkal gyengébb állampolgári védelmet tettek lehetővé, így a konfliktus hamarosan kezdetét vette. Az 1980-as években, különösen az Iraki-Iráni háborúban egy különös esemény következett be: körülbelül 500.000 kurd civilt küldtek fogolytáborba Irak keleti és déli részén, az Iraki fegyveres erők pedig lerombolták falvaikat, tanyáikat, melyek a harcterülethez közel vagy közvetlenül ott helyezkedtek el. Ugyancsak ebben az időszakban az iraki hadsereg vegyi fegyvereket vetett be a kurdok ellen.

### Az Öbölháború után

Iraki Kurdisztán hivatalos területe
Iraki Kurdisztán által ellenőrzött terület
Iraki Kurdisztán által igényelt terület
Irak fennmaradó része

Az Öbölháború után az Egyesült Nemzetek Szervezete (ENSZ) egy önálló, független biztonsági menedéket alapított Észak-Irakban az US Air Force (USAF) és a Royal Air Force (RAF) közreműködésével, melyek légi védelmet biztosítottak. A Kurd Regionális Kormány előtt a polgárok a tapasztalt polgári jogokat soha nem élvezték. Iskolai egyesületek, civil és női szervezetek alakultak, intézményesítették a toleranciát, például régiónként létrehozhatták a saját etnikai, vallási és nyelvi kisebbségeiket. 2003-as iraki invázió, illetve Szaddám Husszein bukása után a kurdok visszautaztak Irakba, ahol az autonóm terület ígéretével szembesültek, emellett állampolgárságot is kaptak. Egy központi, etnikai modellt hoztak létre jelentős kisebbségi jogokkal, mely a diszkrimináció ellen harcolt. 2005-ös új Iraki alkotmány a kurdot hivatalos nyelvként kezeli az arab mellett, elismeri a kurd emberek nemzeti jogait, az állampolgárok számára az abszolút egyenlőséget biztosít, függetlenül faji, vallási vagy nemi hovatartozásától. Hogy ez alkotmány mennyire fogja tudni hatékonyan biztosítani a kurdok védelmét, egyenlő állampolgári jogait, az bizonytalan volt a zűrös és instabil belpolitikai helyzet miatt. A 2017-es iraki kurdisztáni függetlenségi népszavazást az iraki kormány illegálisnak tartotta és nemzetközi szinten sem kapott számottevő támogatást.

## Szíria

Szíriai Kurdisztán (Rojava) zászlaja

Miután a Said sejk forradalom kudarcba fulladt, a kurdok ezerszámra elmenekültek Délkelet-Törökországból a szomszédos Szíriába, ahol a francia mandátumú hatalom állandó állampolgárságot biztosított számukra. A franciák támogatták a függetlenségi mozgalmakat, ami része volt az Oszd meg és uralkodj taktikának, emellett jelentős számú kurd embert toboroztak a helyi fegyveres erőknek.
Azonban a kurdok elnyomása tovább fokozódott, miután megalakult Egyiptom és Szíria egyesülésével az Egyesült Arab Köztársaság, ami ugyan részben több követelést is teljesített, de a rendőri és katonai akadémiákon a kurdok felvétele szigorúan tilos volt (ez a mai napig is érvényes). 1962-ben 120 000 kurd embertől (a szíriai kurdok 40%-tól) megfosztották az állampolgárságot, amikor a kormány ürügyként azt állította, hogy valójában törökök és irakiak, akik illegálisan tartózkodnak az országban. A kurd nyelvet és a kulturális kifejezéseket betiltották, így az állampolgárságtól megfosztott, hontalan kurdok így megfelelő okot találtak rá, hogy bevezessék a kötelező hadviselést. 1962-ben tervet dolgoztak ki „arab öv” címen, melyben első lépésként a kurd helységnevek megváltoztatása szerepelt. Második lépés a térség tényleges elarabosítása volt, melyben a kurd lakosságot falvaik elhagyására kényszerítették, és helyükre arabokat telepítettek. Ezt azonban soha nem hajtották végre teljesen. 1963 után, a Baasz Párt által vezetett rezsim alatt nem történt lényeges változás. Az 1970-es évektől ugyan kezdett enyhülni a feszültség, de a késői 1980-as években a kurdoktól megtagadták a szíriai állampolgári státuszt, emellett a hazai etnikumtól egyéb okmányokat, például útleveleket érvénytelenítettek.
A szíriai polgárháború kezdetével a kormányerők felhagytak a kurdok lakta észak-, és észak-keleti területekkel, így a kurdok ezeket a területeket önállóan kormányozták, a PYD és a Szíriai Demokratikus Erőkkel együtt.
Észak és Északkelet Szíriában, a kurd többségű területek összecsatolásával egy önálló, autonóm területet hoznának létre (Iraki Kurdisztán mintájára) vagy akár teljes függetlenséget is megvalósíthatnák, mint Kurdisztán részeként. Azonban Törökország intervenciója a vele szövetséges csapatokkal 2018-ban az Olajág hadművelet során Afrin elfoglalása és 2019-ben szintén kurd területre való inváziója (mely során szintén több, jelentősebb kurd lélekszámú város került török kézre, mint Rász-Al Ain, Tel Abjad) történt. Egyelőre az állandó harcok a régió instabilitását okozzák. Az elfoglalt területeken mesterséges demográfiai, etnikai változtatások történtek törökök, szíriaiak és más arab nemzetek javára.  Gyakori a kurdok sérelmére elkövetett emberrablás, a kurd nyelv használata korlátozott, az iskolákban a kurd nyelven való tanítás betiltott, a kurd feliratok pedig megsemmisítésre kerülnek.

## Irán
A kurd és a perzsa nyelv és a kultúra közötti rokonságot összevetették a törökkel és arabbal. A kiegyenlítettebb népességegyensúly az etnikai többséget képviselő perzsák és a kisebbséget alkotó kurdok között azt eredményezte, hogy egy kissé szokatlan állampolgári jogokat élvezhettek az iráni kurdok, és habár a függetlenséget nem kapták meg, autonómiában részesülhettek.

### Kádzsár Birodalom idejében
Az irániakat az iszlám vallással, azon belül a síita ágával hozták összefüggésbe, eszerint törvénykeztek. Amíg a legtöbb kurd szunnita iszlám vallású, addig Iránban nagyjából egyenletesen oszlik el a szunnita és a síita, illetve annak az irányzatnak egy töredéke például a szufik. Mivel a vallást előbbre helyezték, mint az etnikai hovatartozást, a kurdok a többségi társadalom részei voltak és élvezték széleskörű állampolgári jogokat. Ellentétben az Oszmán Birodalommal, a társadalmi rend fennmaradt, míg a császári rendszer hanyatlani kezdett. Egy modern reformmozgalom a 19. században kovácsolta össze a modern iráni identitást, a kurdok hasznára.
Ez idő alatt a szunnita és síita kurdok előnyben részesültek, kiváltságos pozíciókat foglaltak el, mint muszlimok, szemben más etnikumokkal például keresztény örményekkel, zsidókkal, zoroasztriánusokkal, akik az élelmiszeriparban dolgoztak és joguk volt koronaföldet vásárolni. Bár azt érdemes hozzátenni, hogy előnyben részesítették azokat a földkérőket, akik támogatták a muszlimokat. Ez a fölény segítette a kurdokat, hogy erős ellenőrzés alatt tartsák az élelmiszertermelést és a földeket. Az etnikai korlátozások hiányában megengedték, hogy a kurd törzsi vezetők és előkelők megvásárolják a kormányhivatalok irodáit, így ennek következtében a kurdok az iráni politika szerves részét képezték. A kormány mint kisebbséget nem tagadta meg, etnikai hovatartozásukat sem kérdőjelezték meg. Ezt alátámasztja, hogy a kádzsárok néhány törzsfőnöknek kormányzati pozíciót adtak, cserébe biztosították számukra a belbiztonságot. Ebben a rendszerben számos kurd ért el katonai, politikai vagy diplomáciai pozíciókat. A 19. század közötti és a korai 20. századi Iránban nem alakult ki olyan radikális nacionalista mozgalom, mely társadalmilag kirekesztett volna embereket etnikai hovatartozás alapján, hanem kidolgozta az iráni azonosságtudat elméletét, azonban ezt kapcsolták össze etnikailag a perzsákkal.

### Alkotmányos monarchia idejében

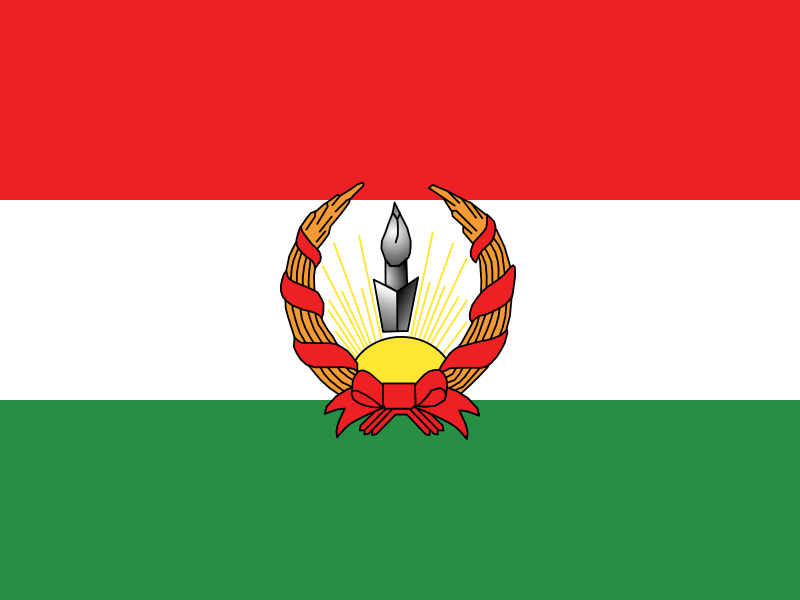
Mahabádi Köztársaság zászlaja

Az alkotmányos monarchia létrejöttét követően, 1925-ben Reza Pahlavi iráni sah által megváltozott a kurdok kedvező társadalmi helyzete. Hasonlóan a többi államokhoz, létre akart hozni egy perzsa iráni homogén nemzetállamot, az etnikai kisebbségektől, így a kurdoktól pedig megfosztani az egyenjogúságot, betiltani a kulturális szavaikat. Ezek a kisebbségek kénytelen voltak kényszerből együtt élni a perzsa kultúrával, többeket letartóztattak csak azért, mert kurd nyelven beszéltek. Azonban a kurdok különleges helyet foglalhattak el az etnikai alapú nacionalizmusban a perzsa és a nem arab kulturális hasonlóságok miatt. Az iráni parlament ugyanis nem etnikai, hanem vallási alapon volt szétosztva, így a kurdok nagyobb politikai erőt képviselhettek például az örményeknél vagy zsidóknál. Az állam bevezette a kötelező katonai sorozást, az iskolákat államosították, hogy integrálják a városi kurd lakosságot, azonban többségük vidéki maradt. A második világháború után a szovjet csapatok kivonultak a kurd régióból (ahol Mahabádi Köztársaság jött volna létre, autonóm kurd kormánnyal), azonban a Sah betiltott néhány kurd politikai pártot, nyílt politikai pártrendszert vezetett be, ahol egyébként a fermán uralkodott. 1958-ban jelentős változás ment végbe, ugyanis lehetővé tették a kurd kulturális szervezetek és diákszervezetek tevékenységét, azonban politikai pártok alapítását még korlátozták. Más országokkal szemben a kurdok szabadon publikálhatták saját nyelvükön a történelmi és kulturális információkat. Azonban mivel jelentős beruházást és katonai támogatást kapott a nyugati világtól, Irán az 1950-es, 60-as években rendőrállam lett, mely minden polgári jogot beszüntetett.

### Irán a forradalom után
Az iráni forradalom után néhány kurd csoport (köztük a Iráni Kurdisztán Demokrata Párt) az iráni baloldallal és kommunista csoportokkal szövetkezett Khomeini ajatollah kormánya ellen. A kurd autonómiáért való lázadást Teherán 1979-ben erőszakkal elfojtotta, több ezer kurd lázadó és civil életét vesztette. 
Az új teokratikus kormány kidolgozta a nacionalizmus új elméletét, melyet a síita iszlám vallással kapcsolt össze. Khomeini megerősítette a hatalmát, miután kizárta a szunnita kurdokat a kormányhivatalokból, korlátozták a szólásszabadságot, és felfegyverezték a kurd régiókat is, hogy belekényszerítsék őket az iraki-iráni háborúba. Más országokhoz képest a kurdok még mindig nem publikálhattak, nem ünnepelhették az ünnepeiket, nem viselhették a tradicionális ruháikat és nem használhatták a kurd nyelvet (kivéve, ha az oktatáshoz szükséges). 1997-ben jelentős fejlesztés következett be, ahol a kormány lehetővé tette a kurd nyelvet a médiában, bár néhány kiadványt később korlátozott.

### PJAK felkelés

PJAK zászlaja.

Az iráni kormány szembekerült a kurd etnikai elszakadást követelő gerilla csoporttal, Kurdisztáni Szabad Élet Pártjával (PJAK) 2004-ben. A PJAK szorosan kapcsolódik a Kurdisztáni Munkáspárthoz (PKK), akik Törökország és a Török Kormány ellen harcolnak. A szeparatista csoport még alakulása évében véghezvitte az első fegyveres támadását az Iráni Kurdisztánban, miután az iráni biztonsági erők tüzet nyitottak és megöltek 10 kurd embert egy kurd demonstrációban. 
2005 júliusában Északnyugat-Iránban háromhetes kurd zavargás tört ki, válaszul a biztonságiak megöltek 20-at, 300 embert pedig megsebesítettek közülük. A tiltakozások tovább folytatódtak miután egy kurd aktivistát megöltek a rendfenntartók július 9-én Mahabádban. 2005 októberében ezek a felvonulások tovább folytatódtak. Egyes kurd források szerint legalább 100 ezer biztonsági ember harci helikopterekkel jelent meg a kurd régiókban, hogy megállítsák a tiltakozókat. Az Iráni Kurd Demokrata Párt sürgette a nemzetközi szervezeteket, emberjogi aktivistákat és a nemzetközi közösséget, hogy tegyen lépést az Iráni Iszlám Köztársaság vérontásáért. Hussein Yazbadah, a Kurdisztáni Szabadság Párt általános titkára (aki emigrációban élt még ekkor Erbilben) szintén bírálta a brutális fellépéseket. Még ugyanebben az évben a PJAK tárgyalni kezdett au iárni biztonsági erőkkel Merivan régióban.
Az isztambuli Cihan hírügynökség állítása szerint több mint 100 biztonsági tag halt meg a PJAK által 2005-ben.
2006 februárjában 10 kurd tüntetőt tettek el láb alól a rendőrök. A Kurdisztáni Szabad Élet Pártja válaszul háromszor támadt két iráni bázisra április 3-án. A harcosok 24 biztonsági tagot öltek meg, megtorlásul 10 kurd demonstrálóra tüzet nyitottak Makuban a biztonságiak. Április 10-én 7 PJAK tagot letartóztattak, amiért az volt a gyanú, hogy megöltek három rendfenntartót. Röviddel ezután, április 21-én és egy héttel később az iráni biztonsági erők 100 tüzérségi lövedéket mértek a PJAK pozícióira a Kandil-hegy közelében, az Iraki határt érintve az iraki védelmi minisztérium szerint. Ez támadás becslések szerint legfeljebb 10 kurd harcossal végzett.
2006. május 8-án Kermánsáhban a PJAK tagjai egy bombát dobtak le, mely megsebesített 5 embert egy kormányépületben. Az amerikai hírügynökség azt állította, hogy az iráni hadsereg megkezdte a bombázásokat az által elfoglalt Irak-Iráni határ mentén. Azonban a kormány azt állította, hogy elsődleges célpontjai a PJAK voltak. Számos civil meghalt. Május 27-én a PJAK tagjai négy iráni katonát öltek meg az iráni Kurdisztánban, a PKK-hoz közeli Roj TV számolt be erről.
Szeptember 5-én Sardasht közelében megöltek az iráni erők több mint 30 kurd fegyverest, 40-en pedig megsebesültek.
Szeptember 28-án az iráni kormány azt mondta, hogy a PKK két tagja (melyet Irán rendszeresen összekever a PJAK-kal) felrobbantott egy gázvezetéket Nyugat-Azerbajdzsánban.

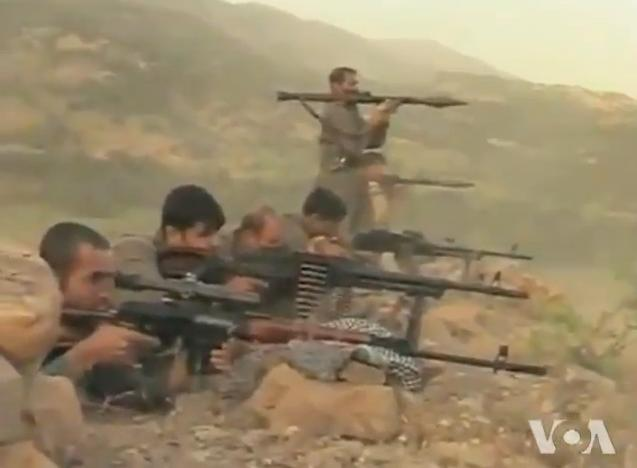
PJAK harcosok a fronton.

2007. február 24-én egy iráni helikopter lezuhant Nyugat Azerbajdzsán területén, benne 13 katonával, köztük több elit Forradalmi gárdásitával és az iráni hadtest vezetőjével. PJAK magára vállalta az esetet, ugyanis az állították, hogy egy vállról indítható rakétával végeztek a helikopterrel. A kormány azonban ezt cáfolta ls a rossz időjárási viszonyokra fogta a balesetet. Ezt követően, Irán ellentámadást indított Nyugat -Azerbajdzsán keleti részén , közel a török határhoz. Az Irán állami hírügynökségek szerint az összecsapásokban 47 kurd lázadó és 17 iráni katonát öltek meg február 25 és március 1 között. Augusztusában a PJAK lázadók azt állították, hogy sikerült lelőniük egy iráni katonai helikoptert, mely a bombázást folytatta volna.
Kurd tisztek szerint augusztus 23-án iráni csapatok lerohantak számos kurd falut Észak-Irakban.
2008. augusztusában az iráni nyomás hatására az egyik Iraki Kurdisztánban uralkodó párt, a PUK támadást indított a PJAK ellen. a KDP vezetője és elnöke, Maszúd Barzáni többször is hangoztatta, hogy elutasítja PJAK fellépését Irán ellen.
2008. október 11-én az IRNA iráni hírügynökség közleménye alapján a Baszidzs iráni vallási milícia tagjai megöltek 4 kurd gerillát egy összecsapásban, az iraki határhoz közel.
2008. november 10-én PJAK bejelentette, hogy leállít minden műveletet Irán ellen, és a török hadsereg ellen fog harcolni.
2009. április 24-én a PJAK lázadók megtámadtak egy rendőrőrsöt Kermánsáh tartományban. Jelentések szerint a heves tűzharcban 18 rendőr és 8 lázadó vesztette életét. Az iráni kormány szerint azonban 10 rendőr és ugyanennyi lázadó halt meg. A Heidelberg Nemzetközi Konfliktusvizsgáló Intézmény (HIIK) azt állította, hogy az április 24-én és 25-én történt PJAK rendőrépületek elleni támadások, melyek Kermánsah és Kurdisztán tartományokban történtek, összesen 11 rendőr és több mint 10 kurd harcos vesztette életét. Irán egy héttel később válaszolt, amikor kurd falvak ellen nehézfegyverzetű harci helikoptereket vetett be Panjwin térségben, mely átnyúlik Irak térségében. Az iraki határrendészeti tisztek szerint a területet Irán támadta meg, mely figyelmen kívül hagyta a PJAK egy védőbástyáját, mely a rajtaütés célja lett volna.
2010-ben a PJAK magára vállalta a 3 Forradalmi Gárdista halálát Nyugat Azerbajdzsánban. Az év elején az iráni rendőrség letartóztatott egy gyanúsítottat egy ügyész megöléséért, ugyanebben a tartományban a kurd fegyveresek összecsaptak az iráni rendőrséggel.
2011. március 24-én két iráni rendőr meghalt további 3 pedig megsérült Kurdisztán tartományban, Sanandaj városában. Április elsején 4 határőr vesztette életét és 3 másik megsebesült Marivan városában. Április 4-én az Iráni Forradalmi Gárda elmondása szerint az elkövetők a Sanadajban történt támadás során meghaltak. Június 19-én egy iráni TV honlapja (IRIB TV) számolt be arról, hogy két kurd lázadót megöltek, egy PJAK tagot pedig megsebesítettek az iráni biztonsági erők Nyugat-Azerbajdzsán tartományban. Július 16-án az iráni hadsereg egy nagyszabású offenzívát indított a szervezet ellen Észak Irak hegyvidéki részeiben. Július 17-én a Forradalmi Gárda megölt legalább 5 PJAK harcost egy rajtaütés során, melynek célja az volt, hogy megsemmisítse a csoport északnyugat-iráni szárnyát. Eközben a PJAK állítása szerint legalább 21 katonát sikerült kiiktatniuk.

## A kurdok lélekszáma

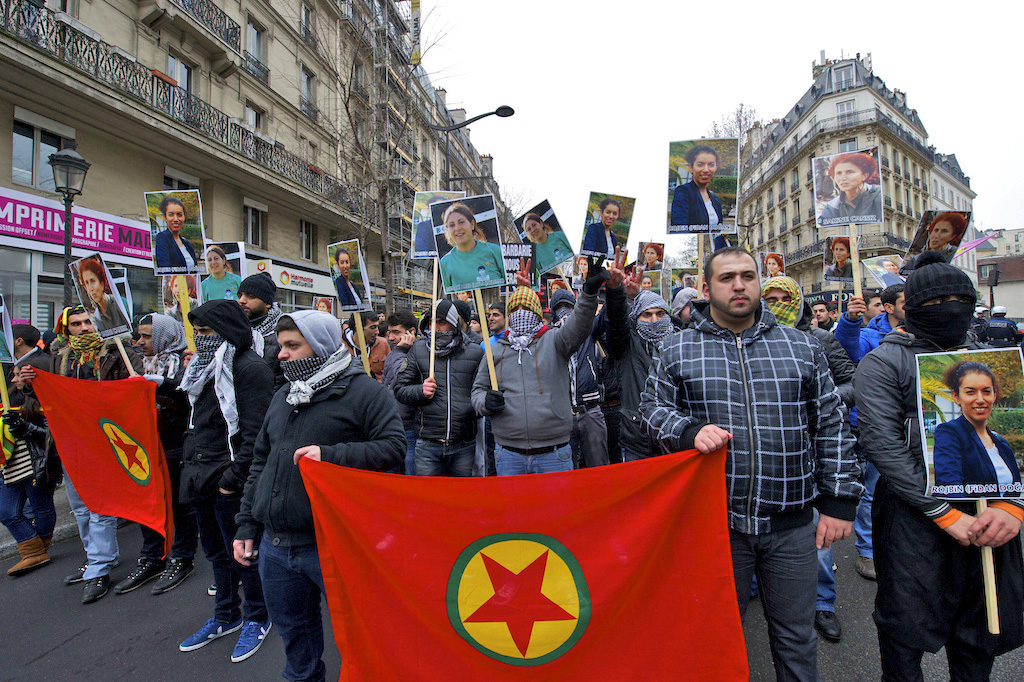
Szimpátia tüntetés a PKK mellett Párizsban 2013-ban

A kurdok pontos lélekszámát nehéz megállapítani több okból kifolyólag: számos országban a kurdokat nem számolják össze népszámláláskor; a folyamatos politikai napirendek miatt általában kicsinyítik vagy nagyítják a kurd lélekszámot; kizárhatnak olyan csoportokat mint például a zazák; Irakban és Szíriában a folyamatos zavargások történtek az elmúlt években; a kurd közösség folyamatos népességnövekedése miatt az aktuális számok gyorsan elavulnak. Ma 32 és 40 millióra becsülik a számukat.

## Fordítás
- Ez a szócikk részben vagy egészben  a   Kurdish nationalism című angol Wikipédia-szócikk fordításán alapul.  Az eredeti cikk szerkesztőit annak laptörténete sorolja fel. Ez a jelzés csupán a megfogalmazás eredetét és a szerzői jogokat jelzi, nem szolgál a cikkben szereplő információk forrásmegjelöléseként.